# Tschingelspitz
Tschingelspitz är en bergstopp i Schweiz.   Den ligger i distriktet Interlaken-Oberhasli och kantonen Bern, i den centrala delen av landet, 60 km sydost om huvudstaden Bern. Toppen på Tschingelspitz är 3 323 meter över havet, eller 200 meter över den omgivande terrängen. Bredden vid basen är 0,83 km.
Terrängen runt Tschingelspitz är huvudsakligen mycket bergig. Närmaste större samhälle är Frutigen, 17,0 km nordväst om Tschingelspitz. 
Trakten runt Tschingelspitz är permanent täckt av is och snö. Runt Tschingelspitz är det mycket glesbefolkat, med 6 invånare per kvadratkilometer.